# Ruuhijärvi (sjö i Esbo, Nyland)
Ruuhijärvi är en sjö i kommunerna Esbo och Vichtis i landskapet Nyland i Finland. Sjön ligger 73,2 meter över havet. Arean är 29 hektar och strandlinjen är 3,35 kilometer lång.  Den  ingår i Finska vikens kustområde.  Sjön ligger omkring 26 kilometer nordväst om Helsingfors. I sjön finns de två små öarna Isosaari och Pikkusaari, där nordspetsen av Pikkusaari utgör gränsmarkering mot Vichtis kommun.